# Techno Plus
 (mai 2025).
Motif : sources existantes insuffisantes pour vérifier la notoriété de l'association
- Archive Wikiwix
- Bing
- Cairn
- DuckDuckGo
- E. Universalis
- Gallica
- Google
- G. Books
- G. News
- G. Scholar
- Persée
- Qwant
- (zh) Baidu
- (ru) Yandex
- (wd) trouver des œuvres sur Wikidata

| 1. | Préciser le motif de la pose du bandeau. | Précisez le motif de la pose du bandeau en utilisant la syntaxe suivante : {{admissibilité à vérifier\|date=juin 2025\|motif=remplacez ce texte par le motif}}                   |
| 2. | Informer les utilisateurs concernés.     | Pensez à avertir le créateur de l'article, par exemple, en insérant le code ci-dessous sur sa page de discussion : {{subst:avertissement admissibilité à vérifier\|Techno Plus}} |

 (mai 2025).
Si vous disposez d'ouvrages ou d'articles de référence ou si vous connaissez des sites web de qualité traitant du thème abordé ici, merci de compléter l'article en donnant les références utiles à sa vérifiabilité et en les liant à la section « Notes et références ».
Techno Plus (ou Techno+) est une association loi de 1901 française qui, en plus de promouvoir la musique techno, s'est lancée dans une mission de réduction des risques liés aux pratiques festives et en particulier la consommation de substances psycho-actives.

## Actions
Cette association mène des actions de réductions des risques dans les milieux festifs (free party, teknival, etc.) depuis 1995. Pour cela, les volontaires de l'organisation vont sur le terrain et mettent à disposition de l'information par des flyers afin d'informer sur les risques (consommation de substances, sexualité, risques auditifs, piercing, prévention routière) et du matériel pour réduire ces risques (préservatifs, éthylotests, matériel propre et à usage unique de sniff et d'injection, couverture de survie, eau...).
Techno+ travaille souvent avec d'autres organisations comme Médecins du monde ou ASUD.
Voici le genre d'actions qu'a réalisé Techno+ :
- Réalisation de documents d'information et de réduction des risques sur les drogues : Ecstasy, LSD, speed, cocaïne, kétamine, GHB, « sniff propre », héroïne, Drug mix (polyconsommation), « Cannabis », « Champi »,  « Alcool », « Deal consom*» (au sujet de l'usage-revente de produits stupéfiants), « Repères » (outil d'auto-évaluation de sa consommation),  « Nos Droits » (Flyer juridique), « Sons » (risques auditifs), « Sur la route » et « Dépistage » (prévention routière).
- Actions dans les raves, free parties, clubs et teknivals : mise en place de chill-out ou de testing, distribution d'informations, d'eau, de préservatifs, de produits énergétiques, d'écoute, de soutien (en cas de malaise, bad trip), secourisme, etc. ;
- Animation d'un réseau européen d'associations Techno de réduction des risques (réseau BASICS) ;
- Médiation avec les pouvoirs publics.
- Réalisation d'une application smartphone

## Historique
Fin 2002, un procès fut intenté à Techno+, portant sur la diffusion de deux flyers via internet, ce procès était aussi celui de la politique réduction des risques liés aux usages de drogues contre laquelle se battait le ministère de l'intérieur depuis des années, après un premier procès gagné en 2003 pour vice de procédure, l’État fit appel afin de juger l'affaire sur le fond. Techno+ et ses soutiens profitèrent de l'écriture d'une loi de santé  publique en 2004 qui devait légaliser la politique menée depuis 20 ans et justifier les subventions versées en ce sens depuis 10 ans pour y faire inscrire la protection juridique des intervenants en réduction des risques. Ce fut chose faite le 14 avril 2005. 
Le 18 avril 2005, la justice relaxa Techno+ de toutes les charges d'accusation d'incitation et de facilitation à l'usage de drogues. Ceci fait depuis jurisprudence et les conseils de consommation de drogues à moindres risques pour lesquels Techno+ avait été accusé font désormais partie des recommandations sanitaires.